# Zandahls kanon
Zandahls kanon, även Sandahls kanon, var en undervattenskanon som konstruerades av uppfinnaren A.B. Sandahl (Zandahl) i mitten av 1800-talet. Han hade tidigare uppfunnit skeppssprängningsmaskinen, sjuskottsgeväret, friktionsgeväret och pansarsprängningsbåten. Han byggde även senare, så vitt man vet, Sveriges första undervattensbåt.
De militära myndigheterna syns dock ej ha varit så entusiastiska över undervattenskanonen, men den vann en viss uppskattning inom nöjesbranschen, där en visa om "Zandahls kanon" bland annat ingick i Frans Hodells folklustspel "Andersson, Pettersson och Lundström" år 1865.

## Historien bakom Sandahls kanon
A.B. Sandahl annonserade 1865 ut att man kunde beskåda en av honom konstruerad undervattenskanon som skulle spränga ett pansrat fartyg lastat med flera tusen centner sten. Det hela skulle ske vid Danviken i Stockholm.
Men det visade sig att kanonen var en bleckburk och fartyget en båt av trä lastad med några lass sten. Åskådarna som samlats blev mäkta upprörda. Man drog upp båten ur sjön och gick med båten hela vägen till den flyende Sandahls hem vid Södermalmstorg. Militären lyckades hejda folkmassan och båten vräktes ned i Järngraven, och efter en stund gick var och en hem till sig.